# Ordal
Ordal es un pueblo perteneciente al municipio de Subirats, situado al norte de la comarca del Alto Panadés, provincia de Barcelona, en Cataluña, España. Es el pueblo con más habitantes del municipio de Subirats.
Ordal se encuentra rodeado de las montañas de Ordal, pertenecientes a la sierra del Garraf, lo que conlleva una temperatura agradable en verano y bastante fría en invierno. La población aproximada es de 650 habitantes. La fiesta mayor se celebra cada primer domingo de agosto y dura cuatro días aproximadamente. No se celebra en el día 26 de diciembre, fiesta de San Esteban, sino con motivo de la descubierta de las reliquias del Santo, y cada año atrae más visitantes.
En el pueblo hay una intensa vida sociocultural, con una implicación activa por parte de sus habitantes. Encontramos entidades sociales como el Ateneu Ordalenc, la compañía de teatro Criatures, o l' Esplai Sol Naixent, los Diables y l'Escurcerot (típicos del correfoc), los Capgrossos (cabezudos) y els Gegants (gigantes), el grupo excursionista Crestabocs, entre otros.
La distancia hasta Barcelona es de 32 km y 20 km hasta la capital de comarca, Villafranca del Panadés.
Es el pueblo con más habitantes del municipio de Subirats.

## Historia
Pueblo de carretera (N-340), los documentos existentes lo fechan desde 1359 con siete masías, entre ellas: Mas Galçat, Mas Margassó, Mas Granada, Mas Ordal y Can Ravella. La Capilla de San Sebastián está documentada desde el siglo XIV. Durante los siglos XVIII, XIX y XX, los habitantes de Ordal trabajaban en las tierras del marqués de Camps, la familia Aixalà y el señor Rialt, propietarios de las tierras del pueblo. 
Una información histórica extensa puede encontrarse en los libros: 100 anys d'una petita comunitat parroquial o El castell de Subirats de monseñor Josep Raventós.
Además, hay información demográfica y social en la Enciclopedia Catalana, en información y turismo del Alto Panadés o en el mismo ayuntamiento de Subirats.

## Fiestas
- Fiesta mayor (primer domingo de agosto; 5 días de fiesta: de viernes a martes)

- Fiesta del Socio, fiesta mayor de invierno (enero, San Sebastián)

- Fiesta del Árbol (abril)

- Sant Jordi (San Jorge) (23 de abril)

- Día de Cataluña (11 de septiembre)

## Puerto de Ordal

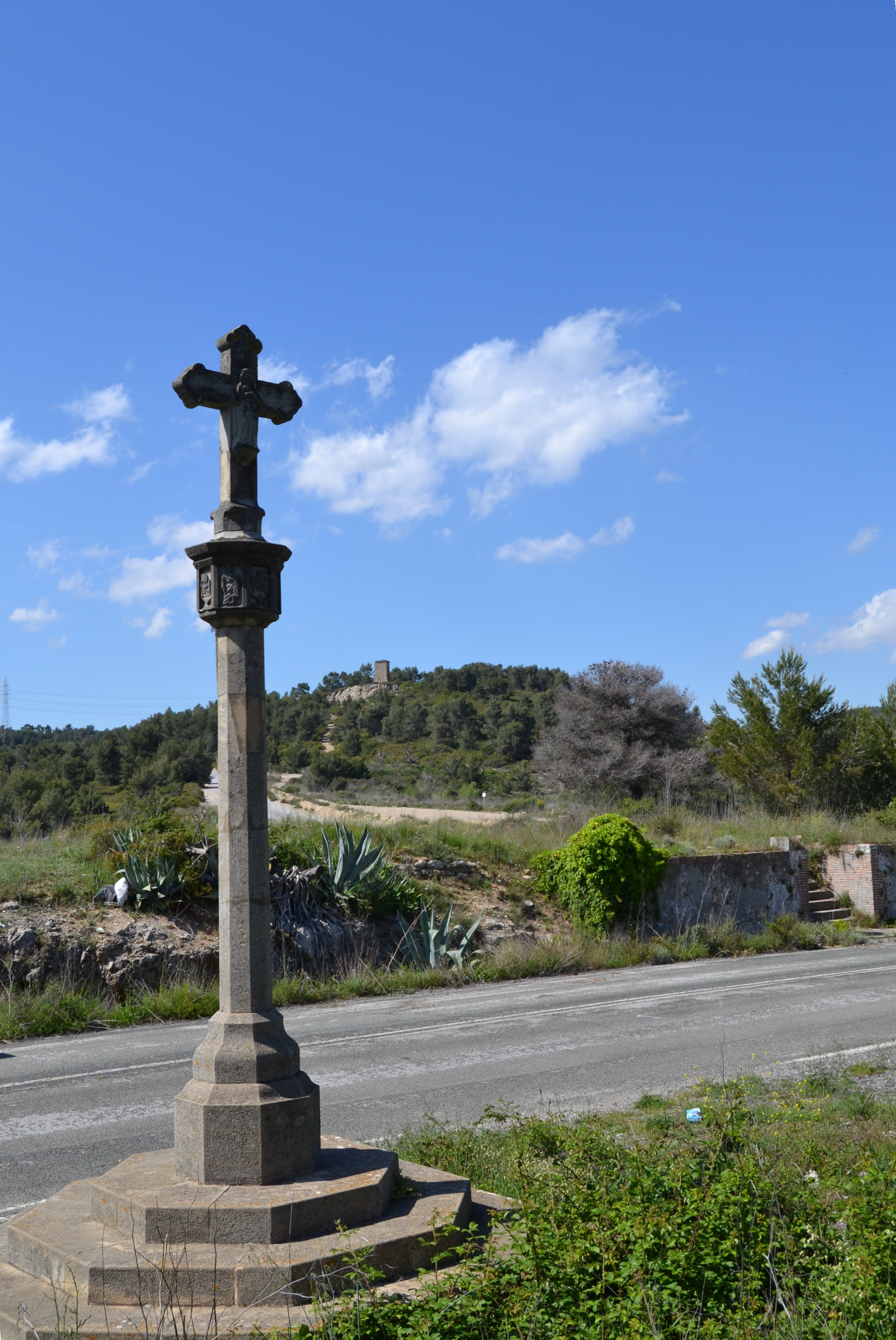
Cruz de Ordal (530 m) en el antiguo trazado de la N-340 en el puerto de Ordal

El puerto de Ordal, es un puerto de montaña situado entre las comarcas del Alto Panadés y el Bajo Llobregat, que forma un paso transversal donde transcurre la N-340 entre las provincias de Barcelona y Tarragona. Antiguamente, su trazado sinuoso con curvas cerradas, cambios de rasante y desniveles por encima del 10%, lo hacían de un paso complicado y lento, especialmente en condiciones adversas. El punto más alto del antiguo trazado llegaba a los 503 m, en la Cruz del Puerto de Ordal. 
En 1999 entró en servicio una variante más ancha y con un trazado más recto, que se consiguió vaciando las montañas para su paso. Actualmente la cota máxima es de 487 metros.